# Gigi Perreau
Gigi Perreau (nacida el 6 de febrero de 1941) es una actriz de cine y televisión estadounidense.

## Primeros años
Hija de los franceses Robert y Eleanor Child Perreau-Saussine, nació como Ghislaine Elizabeth Marie Thérèse Perreau-Saussine.

## Carrera profesional
Perreau logró el éxito como actriz infantil en varias películas. Se metió en el negocio casi por accidente. Su hermano mayor, Gerald, estaba probando el papel del hijo del personaje principal en Madame Curie (1943). Como su madre no pudo encontrar una niñera, se llevó a Gigi.  El niño de dos años, que podía hablar francés, consiguió el papel (no acreditado) de la hija de Madame Curie, Ève (mientras que Gerald tendría que esperar un año para debutar en el cine en Pasaje a Marsella ).

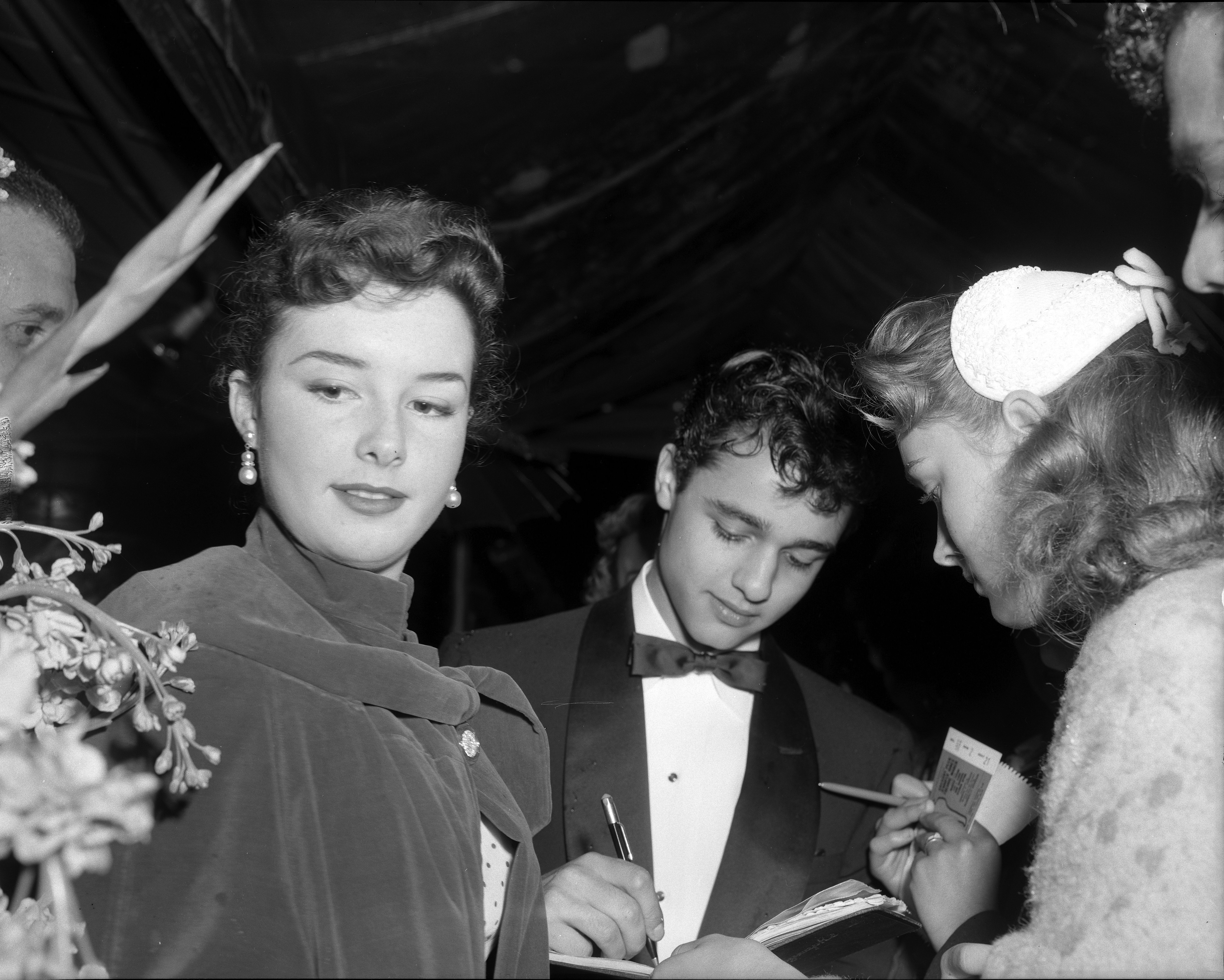
Perreau con Sal Mineo firmando autógrafos en el estreno de 1956 de El hombre del traje de franela gris

También interpretó a la hija de los personajes de Claude Rains y Bette Davis en la película de 1944 Mr. Skeffington (1944). En Shadow on the Wall (1950), interpretó al único testigo de un asesinato. Como la "principal actriz de cine infantil de 1951", el alcalde de Pittsburgh, y más tarde gobernador de Pensilvania, David L. Lawrence, le dio a la entonces niña de diez años las llaves de la ciudad de Pittsburgh. Ella fue la persona más joven en ser tan honrada. Perreau interpretó a la rebelde hija adolescente de Fredric March en El hombre del traje de franela gris de 1956. Sin embargo, su carrera cinematográfica perdió impulso cuando se hizo adulta, por lo que recurrió a la televisión.
En 1959, interpretó a una amiga del personaje Mary Stone (Shelley Fabares) en The Donna Reed Show de ABC, y tuvo un papel secundario en la comedia de situación The Betty Hutton Show en CBS, con su hermano Gerald. En 1960, Perreau y Robert Harland interpretaron a Sara Lou y Lin Proctor, una joven pareja del este que se fugó y se dirige al oeste, en el episodio "The Land Beyond" de la serie occidental de ABC Stagecoach West, con Wayne Rogers y Robert Bray. También en 1960, Perreau interpretó a Julie Staunton en el episodio "Flight from Terror" de la serie de aventuras de ABC The Islanders, ambientada en el Pacífico Sur. Participó en dos episodios, "Don Gringo" (1960) y "The Promise" (1961), de la serie occidental de Nick Adams ABC The Rebel. En 1961, interpretó a Mary Bettelheim en el episodio "La duodécima hora" del drama policial televisivo de ABC/ Warner Brothers The Roaring 20s. Fue elegida para un papel recurrente en la serie Follow the Sun de ABC de 1961 a 1962 como secretaria, Katherine Ann "Kathy" Richards. Actuó como invitada en The Rifleman en 1960 y 1961. Hizo dos apariciones especiales en Perry Mason : en 1958 como el personaje principal y la acusada Doris Bannister en "El caso de la hija desesperada" y en 1964 como la enfermera Phyllis Clover en "El caso del asesino somnoliento". En 1964, también coprotagonizó como Lucy, una granjera asediada, en un episodio de Gunsmoke titulado "Chicken". En 1970, apareció en la comedia de situación The Brady Bunch en el episodio "The Undergraduate", interpretando a una profesora de matemáticas que se convierte en el objeto del amor de cachorro de Greg Brady, uno de sus alumnos.
En la década de 2000, prestó su voz en las películas animadas Fly Me to the Moon (2008), A Turtle's Tale: Sammy's Adventures (2010) y Crash: The Animated Movie (2017), y actuó en Time Again (2011).

## Afiliaciones
Perreau es alumna de Immaculate Heart High School en Los Ángeles y ha impartido clases de teatro allí. A partir de 2010, fue miembro de la junta directiva de la Fundación Donna Reed para las Artes Escénicas y Will Geer Theatricum Botanicum y es la vicepresidenta de la Asociación de Maestros de Drama del Sur de California.
Fue profesora de teatro de Meghan Markle. Fue invitada de ITN a la boda de Markle en 2018 y fue reconocida por ella entre la multitud.

## Honores
El 8 de febrero de 1960, Perreau recibió una estrella en el Paseo de la Fama de Hollywood por su trabajo en televisión.
El 14 de marzo de 1998, la Young Artist Foundation la honró con su premio "Lifetime Achievement" a la ex estrella infantil en reconocimiento a sus destacados logros dentro de la industria del entretenimiento como actriz infantil.

## Vida personal
El hermano mayor de Perreau, Gerald (nombre artístico Peter Miles) y, en menor medida, sus hermanas menores, Janine y Lauren, también tuvieron cierto éxito en el cine y la televisión. Gigi y Janine interpretaron a dos hermanas en la pantalla en Week-End with Father (1951).
Perreau, de 19 años, se casó en 1960 con Emil Frank Gallo, un ejecutivo de negocios de 35 años; fue el primer matrimonio para ambas partes.  Tuvieron dos hijos: Gina Maria Gallo Paris, cineasta, y Robert Anthony Gallo, guitarrista. Se divorciaron en 1967.
Se casó con Gene Harve deRuelle en 1970, gerente de producción e hijo del director Harve Foster, con quien tuvo otros dos hijos: Danielle deRuelle Bianco y Keith deRuelle. Su segundo matrimonio terminó en 2000.

## Filmografía completa
| Year | Title                               | Role                               | Note                   |
| ---- | ----------------------------------- | ---------------------------------- | ---------------------- |
| 1943 | Madame Curie                        | Ève Curie                          | Sin acreditar          |
| 1944 | Two Girls and a Sailor              | Jean as a child                    | Sin acreditar          |
| 1944 | Mr. Skeffington                     | Fanny at age 2                     | Como Ghislaine Perreau |
| 1944 | The Seventh Cross                   | Annie Roeder                       | Sin acreditar          |
| 1944 | The Master Race                     | Baby                               | Como Ghislaine Perreau |
| 1944 | Dark Waters                         | Girl                               | Sin acreditar          |
| 1945 | God Is My Co-Pilot                  | Robin Lee Scott                    | Sin acreditar          |
| 1945 | Voice of the Whistler               | Bobbie                             |                        |
| 1945 | Yolanda and the Thief               | Gigi                               | As Ghislaine Perreau   |
| 1946 | To Each His Own                     | Virgie Ingham                      | Sin acreditar          |
| 1946 | High Barbaree                       | Young Nancy                        | Sin acreditar          |
| 1946 | Alias Mr. Twilight                  | Susan                              | Como Gi-Gi Perreau     |
| 1947 | Song of Love                        | Julie                              |                        |
| 1947 | Green Dolphin Street                | Veronica                           |                        |
| 1948 | The Sainted Sisters                 | Beasley girl                       | Sin acreditar          |
| 1948 | Enchantment                         | Lark as a Child                    |                        |
| 1949 | Family Honeymoon                    | Zoe                                |                        |
| 1949 | Roseanna McCoy                      | Allifair McCoy                     |                        |
| 1949 | Song of Surrender                   | Faith Beecham                      |                        |
| 1949 | My Foolish Heart                    | Ramona                             |                        |
| 1950 | Shadow on the Wall                  | Susan Starrling                    |                        |
| 1950 | Never a Dull Moment                 | Tina                               |                        |
| 1950 | For Heaven's Sake                   | Item                               |                        |
| 1951 | The Lady Pays Off                   | Diane Braddock                     |                        |
| 1951 | Reunion in Reno                     | Margaret 'Maggie' Angeline Linaker |                        |
| 1951 | Week-End with Father                | Anne Stubbs                        |                        |
| 1952 | Has Anybody Seen My Gal?            | Roberta Blaisdell                  |                        |
| 1952 | Bonzo Goes to College               | Betsy                              |                        |
| 1955 | There's Always Tomorrow             | Ellen                              |                        |
| 1956 | The Man in the Gray Flannel Suit    | Susan Hopkins                      |                        |
| 1956 | Dance with Me, Henry                | Shelley                            |                        |
| 1958 | The Cool and the Crazy              | Amy                                |                        |
| 1958 | Wild Heritage                       | 'Missouri' Breslin                 |                        |
| 1959 | Girls Town                          | Serafina                           |                        |
| 1961 | Look in Any Window                  | Eileen Lowell                      |                        |
| 1961 | Tammy Tell Me True                  | Rita                               |                        |
| 1967 | Hell on Wheels                      | Sue                                |                        |
| 1967 | Journey to the Center of Time       | Karen White                        |                        |
| 1977 | High Seas Hijack                    | Patricia Haber                     | Versión inglesa        |
| 2008 | Fly Me to the Moon                  | Amelia                             | Voz, Sin acreditar     |
| 2010 | A Turtle's Tale: Sammy's Adventures | Whale                              | Voz                    |
| 2011 | Time Again                          | Old Lady                           |                        |
| 2017 | Crash: The Animated Movie           | Grandma Swift                      | Voz                    |